# Drosera peltata
Drosera peltata är en sileshårsväxtart som beskrevs av Carl Peter Thunberg. Drosera peltata ingår i släktet sileshår, och familjen sileshårsväxter. IUCN kategoriserar arten globalt som livskraftig.
Artens utbredningsområde är:
- Assam (Indien).
- Manipur (Indien).
- Meghalaya (Indien).
- Mizoram (Indien).
- Nagaland (Indien).
- Tripura (Indien).
- Bangladesh.
- Brunei.
- Kalimantan.
- Sabah.
- Sarawak.
- Chongqing (Kina).
- Guizhou (Kina).
- Hubei (Kina).
- Sichuan (Kina).
- Yunnan (Kina).
- Hainan (Kina).
- Inre Mongoliet (Kina).
- Ningxia (Kina).
- Heilongjiang (Kina).
- Jilin (Kina).
- Liaoning (Kina).
- Peking (Kina).
- Gansu (Kina).
- Hebei (Kina).
- Shaanxi (Kina).
- Shandong (Kina).
- Shanxi (Kina).
- Tianjin (Kina).
- Qinghai (Kina).
- Anhui (Kina).
- Fujian (Kina).
- Guangdong (Kina).
- Guangxi (Kina).
- Henan (Kina).
- Hongkong (Kina).
- Hunan (Kina).
- Jiangsu (Kina).
- Jiangxi (Kina).
- Kin-Men (Kina).
- Macao (Kina).
- Shanghai (Kina).
- Zhejiang (Kina).
- Tibet.
- Xinjiang (Kina).
- Kokosöarna.
- Arunachal Pradesh.
- Bhutan.
- Darjeeling.
- Sikkim.
- Andhra Pradesh (Indien).
- Bihar (Indien).
- Chandigarh (Indien).
- Dadra-Nagar-Haveli (Indien).
- Delhi (Indien).
- Diu (Indien).
- Daman (Indien).
- Goa (Indien).
- Gujarat (Indien).
- Haryana (Indien).
- Jharkhand (Indien).
- Kerala (Indien).
- Karaikal (Indien).
- Karnataka (Indien).
- Madhya Pradesh (Indien).
- Maharashtra (Indien).
- Odisha (Indien).
- Puducherry (Indien).
- Punjab (Indien).
- Rajasthan (Indien).
- Tamil Nadu (Indien).
- Uttar Pradesh (Indien).
- Västbengalen (Indien).
- Yanam (Indien).
- Hokkaido.
- Honshu.
- Kyushu.
- Shikoku.
- Java.
- Kazan-retto.
- Bali.
- Östtimor.
- Små Sundaöarna.
- Malackahalvön.
- Singapore.
- Moluckerna.
- Nepal.
- Lord Howeön.
- Norfolkön.
- Nansei-shoto.
- New South Wales.
- Northern Territory, Australien.
- Irian Jaya.
- Papua Nya Guinea.
- Nordön (Nya Zeeland).
- Sydön (Nya Zeeland).
- Ogasawara-shoto.
- Filippinerna.
- Korallhavsöarna.
- Queensland.
- Sydaustralien.
- Sri Lanka.
- Sulawesi.
- Sumatra.
- Taiwan.
- Tasmanien.
- Thailand.
- Victoria.
- Ashmore- och Cartieröarna.
- Western Australia.
- Julön.

## Underarter
Arten delas in i följande underarter:
- D. p. auriculata
- D. p. peltata

## Bildgalleri

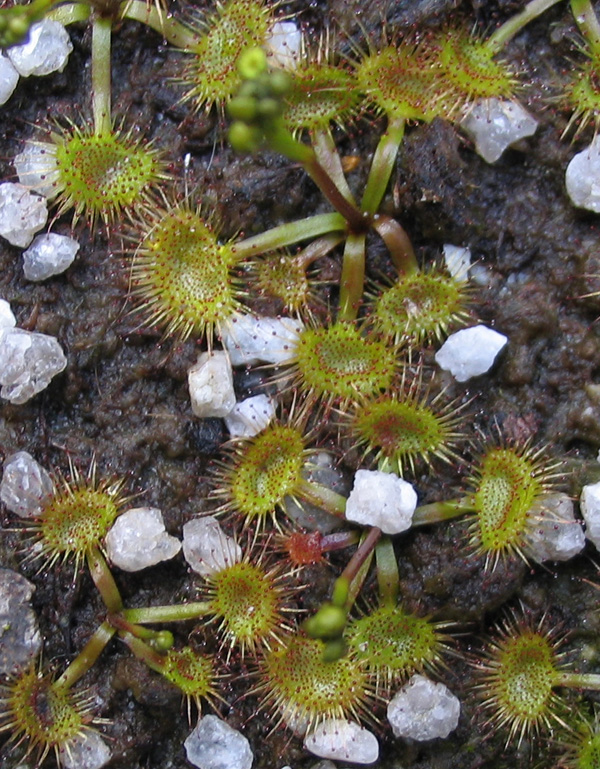
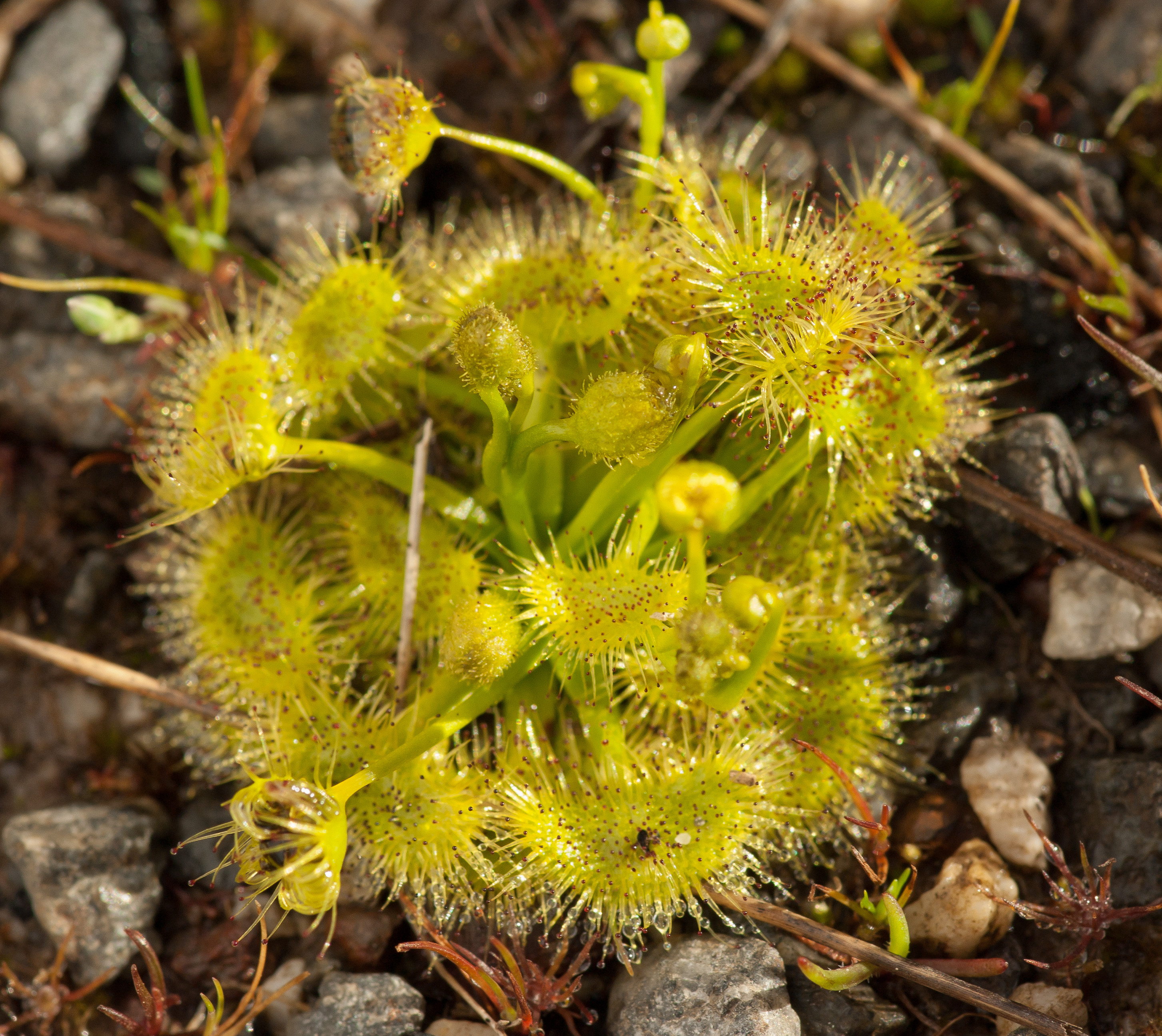
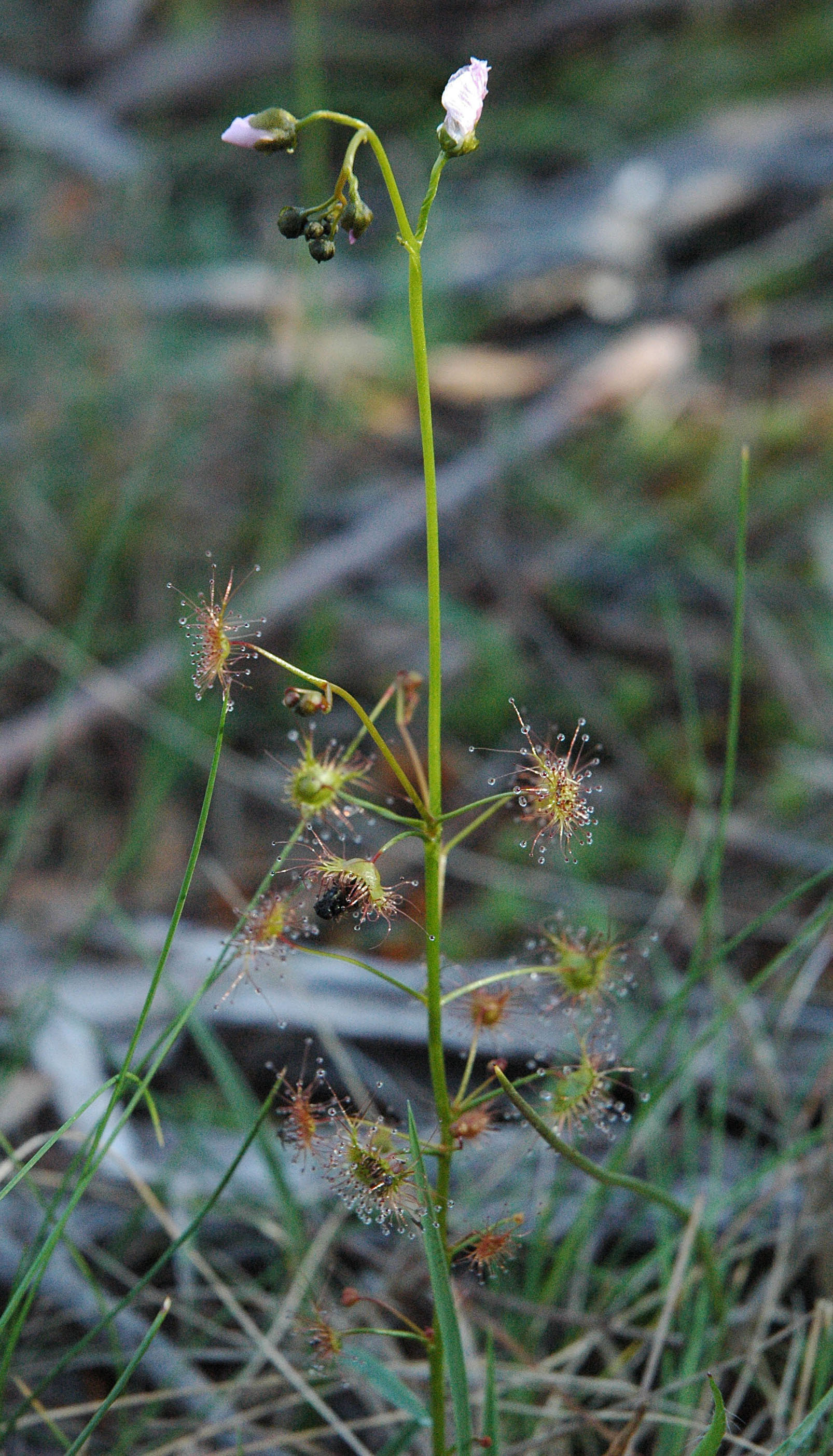